# آتسونوپوری
آتسونوپوری (انگلیسی: Atsonupuri) یک کوه آتشفشانی در جزایر کوریل کشور روسیه است.